# Регулаторно тело за електронске медије
Регулаторно тело за електронске медије (РЕМ) самостална и независна је регулаторна организација са својством правног лица која врши јавна овлашћења.

## Историја
Републичка радиодифузна агенција је основана 9. јула 2003. у складу са Законом о радиодифузији (2002) као независна организација која је вршила јавна овлашћења са циљем обезбеђивања услова за ефикасно спровођење и унапређивање утврђене радиодифузне политике у Републици Србији на начин примерен демократском друштву и интегративним потребама. Била је самостални правни субјект и функционално независна организација од било ког државног органа, као и од свих организација и лица која се баве делатношћу производње и емитовања радио и телевизијских програма или са њима повезаним, споредним или изведеним делатностима.
У складу са Законом о електронским медијима (2014) променила је назив у Регулаторно тело за електронске медије. Самостална и независна је регулаторна организација која врши јавна овлашћења у циљу: делотворног спровођења утврђене политике у области пружања медијских услуга у Републици Србији, унапређивања квалитета и разноврсности услуга електронских медија, доприноса очувању, заштити и развоју слободе мишљења и изражавања, у циљу заштите интереса јавности у области електронских медија и заштите корисника услуга електронских медија на начин примерен демократском друштву.

## Делокруг
Регулаторно тело за електронске медије:
- утврђује Предлог стратегије развоја медијске услуге радија и аудио-визуелних медијских услуга у Републици Србији, и доставља је, поштујући законом предвиђену процедуру, Влади Републике Србије на усвајање;
- доноси свој Статут;
- доноси општа подзаконска акта предвиђена законом;
- издаје дозволе за пружање медијске услуге телевизије и линеарне медијске услуге радија;
- ближе уређује поступак, услове и критеријуме за издавање дозвола у складу са законом и прописује образац и садржину те дозволе;
- издаје одобрења за пружање медијске услуге на захтев и ближе уређује поступак издавања одобрења;
- води Регистар медијских услуга и евиденцију пружалаца медијских услуга на захтев;
- контролише рад пружалаца медијских услуга и стара се о доследној примени закона;
- изриче мере пружаоцима медијских услуга у складу са законом;
- прописује правила која су обавезујућа за пружаоце медијских услуга;
- одлучује о пријавама у вези са програмским деловањем пружалаца медијских услуга;
- ближе утврђује логичку нумерацију канала;
- даје мишљење надлежним државним органима у вези са приступањем међународним конвенцијама које се односе на област пружања медијских услуга;
- даје иницијативу за доношење и измену закона, других прописа и општих аката ради ефикасног обављања послова из свог делокруга рада;
- утврђује ближа правила која се односе на програмске садржаје а у вези са заштитом достојанства личности и других личних права, заштитом права малолетника, забраном говора мржње и др.;
- врши анализе релевантног медијског тржишта, у сарадњи са телом надлежним за заштиту конкуренције, у складу са методологијом прописаном актом који доноси Регулаторно тело за електронске медије;
- врши истраживања потреба корисника медијских услуга и штити њихове интересе;
- сарађује и координира свој рад са телом надлежним за електронске комуникације и телом надлежним за заштиту конкуренције, као и са другим регулаторним телима у складу са законом;
- подстиче очување и заштиту српске културе и језика, као и културе и језика националних мањина;
- подстиче унапређење доступности медијских услуга особама са инвалидитетом;
- подстиче развој стваралаштва у области радија, телевизије и других аудио-визуелних медијских услуга у Републици Србији;
- подстиче развој професионализма и високог степена образовања запослених у електронским медијима у Републици Србији, као и унапређење уређивачке независности и аутономије пружалаца медијских услуга;
- обавља и друге послове у складу са законом.

## Органи
Органи Регулаторног тела су Савет и председник Савета.
Савет доноси одлуке о свим питањима из делокруга рада Регулаторног тела. Има девет чланова који се бирају из реда угледних стручњака из области које су од значаја за обављање послова из надлежности Регулаторног тела (медијски стручњаци, економисти, правници, инжењери телекомуникација и сл.). Бира их Народна скупштина Републике Србије на предлог овлашћених предлагача. Мандат им траје пет година и могу бити поново бирани највише још једном.
Председник Савета представља и заступа Регулаторно тело, а у случају његове спречености и заменик председника Савета. Он руководи радом Савета, потписује одлуке Савета и стара се о њиховом извршавању, одговара за пословање и законитост рада Регулаторног тела, стара се о обезбеђивању јавности рада Регулаторног тела.